# Bomolocha terriculalis
Bomolocha terriculalis là một loài bướm đêm trong họ Noctuidae.